# Monceaux-le-Comte
Pour les articles homonymes, voir Monceaux (homonymie) et Monceau.
Monceaux-le-Comte (nivernais Moncio) est une commune française située dans le département de la Nièvre, en région Bourgogne-Franche-Comté.

## Géographie
Le village de Monceaux-le-Comte est situé en bordure du massif du Morvan (à l'ouest), sur les rives de l'Yonne. Son territoire s’étend sur 328 ha et ses habitants s’appellent les Moncelliens. Sa population forte de 453 habitants en 1846 n’a cessé de régressé pour atteindre 131 habitants au recensement de 2016.

### Communes limitrophes
Les communes limitrophes sont  Dirol, Ruages, Saizy et Vignol.

### Hydrographie
L'Yonne, le ruisseau de Fontenelle, le ruisseau de Vignes sont les principaux cours d'eau parcourant la commune.

### Géologie
Les sols de la commune sont propices aux herbages et des statistiques du XIXe siècle disent que la vigne y était présente car elle couvrait près de 5 ha du territoire comme en témoignent encore l'architecture locale.

### Climat
Pour des articles plus généraux, voir Climat de la Bourgogne-Franche-Comté et Climat de la Nièvre.
En 2010, le climat de la commune est de type climat océanique dégradé des plaines du Centre et du Nord, selon une étude du Centre national de la recherche scientifique s'appuyant sur une série de données couvrant la période 1971-2000. En 2020, Météo-France publie une typologie des climats de la France métropolitaine dans laquelle la commune est exposée à un climat océanique altéré et est dans la région climatique  Centre et contreforts nord du Massif Central, caractérisée par un air sec en été et un bon ensoleillement. 
Pour la période 1971-2000, la température annuelle moyenne est de 10,9 °C, avec une amplitude thermique annuelle de 16,1 °C. Le cumul annuel moyen de précipitations est de 833 mm, avec 12,2 jours de précipitations en janvier et 8,1 jours en juillet. Pour la période 1991-2020, la température moyenne annuelle observée sur la station météorologique de Météo-France la plus proche, « Lormes_sapc », sur la commune de Lormes à 13 km à vol d'oiseau, est de 11,2 °C et le cumul annuel moyen de précipitations est de 1 071,3 mm. 
La température maximale relevée sur cette station est de 40,7 °C, atteinte le 25 juillet 2019 ; la température minimale est de −18,1 °C, atteinte le 12 janvier 1987,,. 
Les paramètres climatiques de la commune ont été estimés pour le milieu du siècle (2041-2070) selon différents scénarios d'émission de gaz à effet de serre à partir des nouvelles projections climatiques de référence DRIAS-2020. Ils sont consultables sur un site dédié publié par Météo-France en novembre 2022.

## Urbanisme

### Typologie
Au 1er janvier 2024, Monceaux-le-Comte est catégorisée commune rurale à habitat dispersé, selon la nouvelle grille communale de densité à sept niveaux définie par l'Insee en 2022.
Elle est située hors unité urbaine et hors attraction des villes,.

### Occupation des sols
L'occupation des sols de la commune, telle qu'elle ressort de la base de données européenne d’occupation biophysique des sols Corine Land Cover (CLC), est marquée par l'importance des territoires agricoles (77,2 % en 2018), une proportion identique à celle de 1990 (77,2 %). La répartition détaillée en 2018 est la suivante : prairies (68,5 %), forêts (17,1 %), terres arables (8,7 %), zones urbanisées (5,7 %). L'évolution de l’occupation des sols de la commune et de ses infrastructures peut être observée sur les différentes représentations cartographiques du territoire : la carte de Cassini (XVIIIe siècle), la carte d'état-major (1820-1866) et les cartes ou photos aériennes de l'IGN pour la période actuelle (1950 à aujourd'hui).

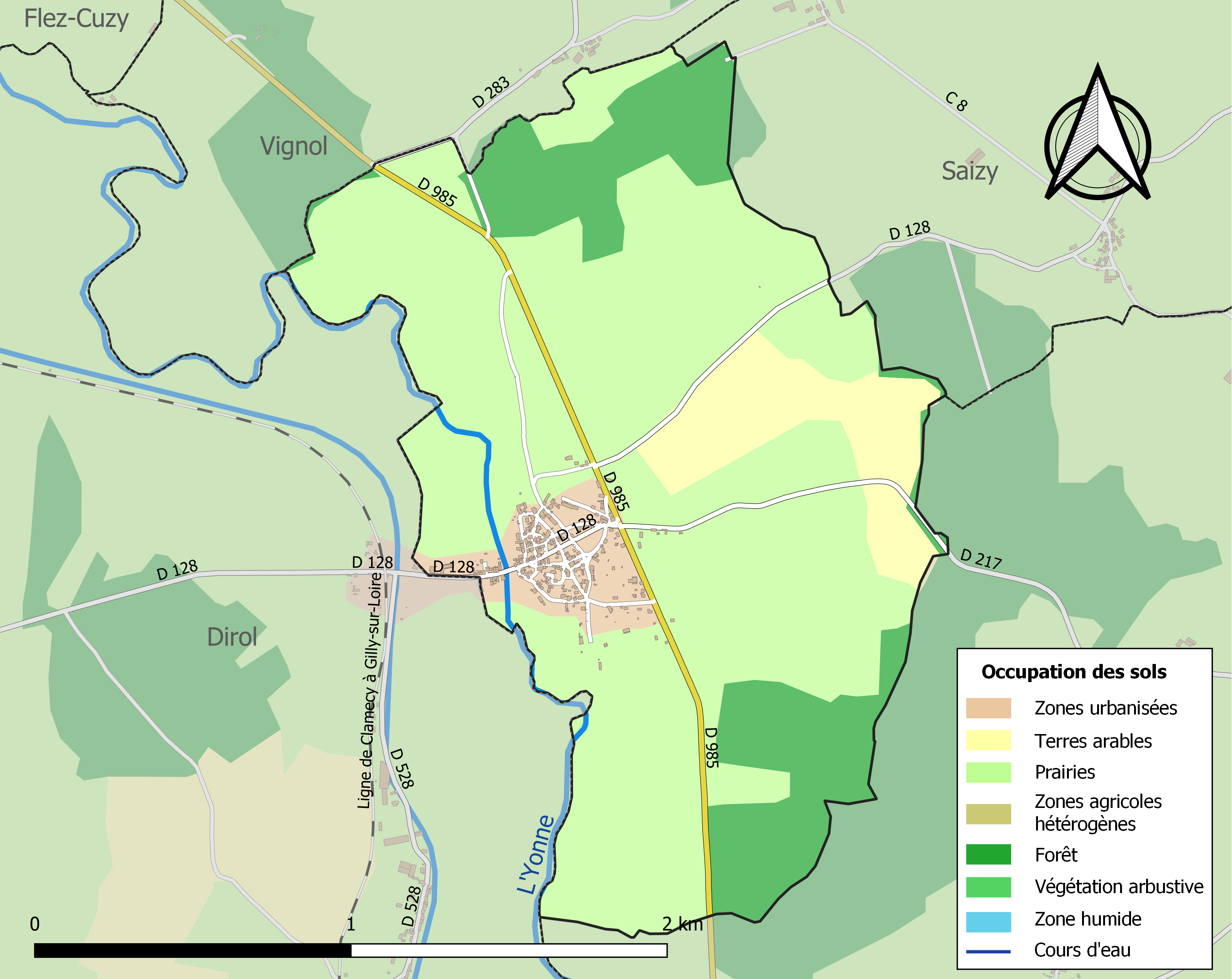
Carte des infrastructures et de l'occupation des sols de la commune en 2018 (CLC).

## Toponymie
L’origine du nom de ce village est monticellu diminutif du latin mons, montagne, le Comte étant l’ancien génitif signifiant du comte. Il porte le nom de Monceaux en 1793 et prend le nom de Monceaux-sur-Yonne pendant la Révolution.

## Histoire
La découverte d’un piédestal situé sous l’autel de l’église paroissiale Saint-Symphorien et gravé du IIIe siècle laisse à penser que le village était occupé dès l’époque gallo-romaine. Le domaine de Monceaux est reconnu dès le Ve siècle par le don fait au monastère de Saint-Cosme par saint Germain d’Auxerre en 418. Appelé Sanctus-Georgius-de-Moncellis, Monceaux-le-Comte relève de l’évêché d’Autun mais la cure dépend du prieur de Saint-Étienne de Nevers. Plusieurs chapelles s’y trouvent dès le XIe siècle. En 1090, dans sa charte de dotation du prieuré de Saint-Étienne, le comte de Nevers Guillaume II déclare abandonner aux religieux les chapelles de Monceaux et tout ce qui leur appartient. Les prieurs de Saint-Étienne de Nevers conserveront jusqu’à la Révolution tous les anciens droits sur la chapelle devenue paroisse, et en style monastique le prieuré de Saint-Georges de Monceaux. Une autre chapelle devenue aussi paroissiale était dédiée à saint Symphorien. Elle s’élevait au pied des murailles du château. L’évêque d’Autun la visitera le 14 octobre 1671. Complètement rasée, ses débris ont servi dans la construction de la nouvelle église. La dernière chapelle est la chapelle du vieux château des comtes de Nevers. Elle est dédiée à saint Potentien.
La châtellenie de Monceaux-le-Comte possédait au XVIIe siècle la terre de Saizy en partage avec Neuffontaines.
Au cours de la période révolutionnaire de la Convention nationale (1792-1795), la commune porta provisoirement le nom de Monceaux-sur-Yonne.

## Politique et administration
| Période                                  | Période  | Identité                 | Étiquette | Qualité   |
| ---------------------------------------- | -------- | ------------------------ | --------- | --------- |
| mars 2014                                | en cours | Françoise Corbeau-Mougne | UMP       | Retraitée |
| Les données manquantes sont à compléter. |          |                          |           |           |

Les maires précédents ont été Messieurs Patrice Peneveyre (2008-2014) et Edouard Grosjean (5 décennies).
Pour l'année 2019, le budget annuel de la commune s'élève à 112 000 euros de produits de fonctionnement, soit 857 euros par habitant. Le budget d'investissement atteint 65 000 euros, (87 % pour les équipements, 13 % pour le remboursement de la dette). L'encourt de la dette représente 65 000 euros. En 2015, le budget annuel de la commune était de 129 000 euros de produits de fonctionnement, soit 875 euros par habitant. Le budget d'investissement s'élevait à 39 000 euros. L'encourt de la dette représentait 102 000 euros.

## Démographie
L'évolution du nombre d'habitants est connue à travers les recensements de la population effectués dans la commune depuis 1793. Pour les communes de moins de 10 000 habitants, une enquête de recensement portant sur toute la population est réalisée tous les cinq ans, les populations de référence des années intermédiaires étant quant à elles estimées par interpolation ou extrapolation. Pour la commune, le premier recensement exhaustif entrant dans le cadre du nouveau dispositif a été réalisé en 2008.

En 2022, la commune comptait 126 habitants, en évolution de +2,44 % par rapport à 2016 (Nièvre : −3,28 %, France hors Mayotte : +2,11 %).
| 1793 | 1800 | 1806 | 1821 | 1831 | 1836 | 1841 | 1846 | 1851 |
| ---- | ---- | ---- | ---- | ---- | ---- | ---- | ---- | ---- |
| 422  | 392  | 427  | 373  | 430  | 442  | 448  | 453  | 415  |

| 1856 | 1861 | 1866 | 1872 | 1876 | 1881 | 1886 | 1891 | 1896 |
| ---- | ---- | ---- | ---- | ---- | ---- | ---- | ---- | ---- |
| 345  | 353  | 359  | 337  | 379  | 360  | 348  | 346  | 336  |

| 1901 | 1906 | 1911 | 1921 | 1926 | 1931 | 1936 | 1946 | 1954 |
| ---- | ---- | ---- | ---- | ---- | ---- | ---- | ---- | ---- |
| 346  | 347  | 312  | 302  | 277  | 251  | 260  | 254  | 219  |

| 1962 | 1968 | 1975 | 1982 | 1990 | 1999 | 2006 | 2008 | 2013 |
| ---- | ---- | ---- | ---- | ---- | ---- | ---- | ---- | ---- |
| 181  | 203  | 198  | 168  | 158  | 132  | 151  | 157  | 129  |

| 2018 | 2022 | - | - | - | - | - | - | - |
| ---- | ---- | - | - | - | - | - | - | - |
| 121  | 126  | - | - | - | - | - | - | - |

## Enseignement
La commune comptait une école, fermée en 2016.

## Culture locale et patrimoine

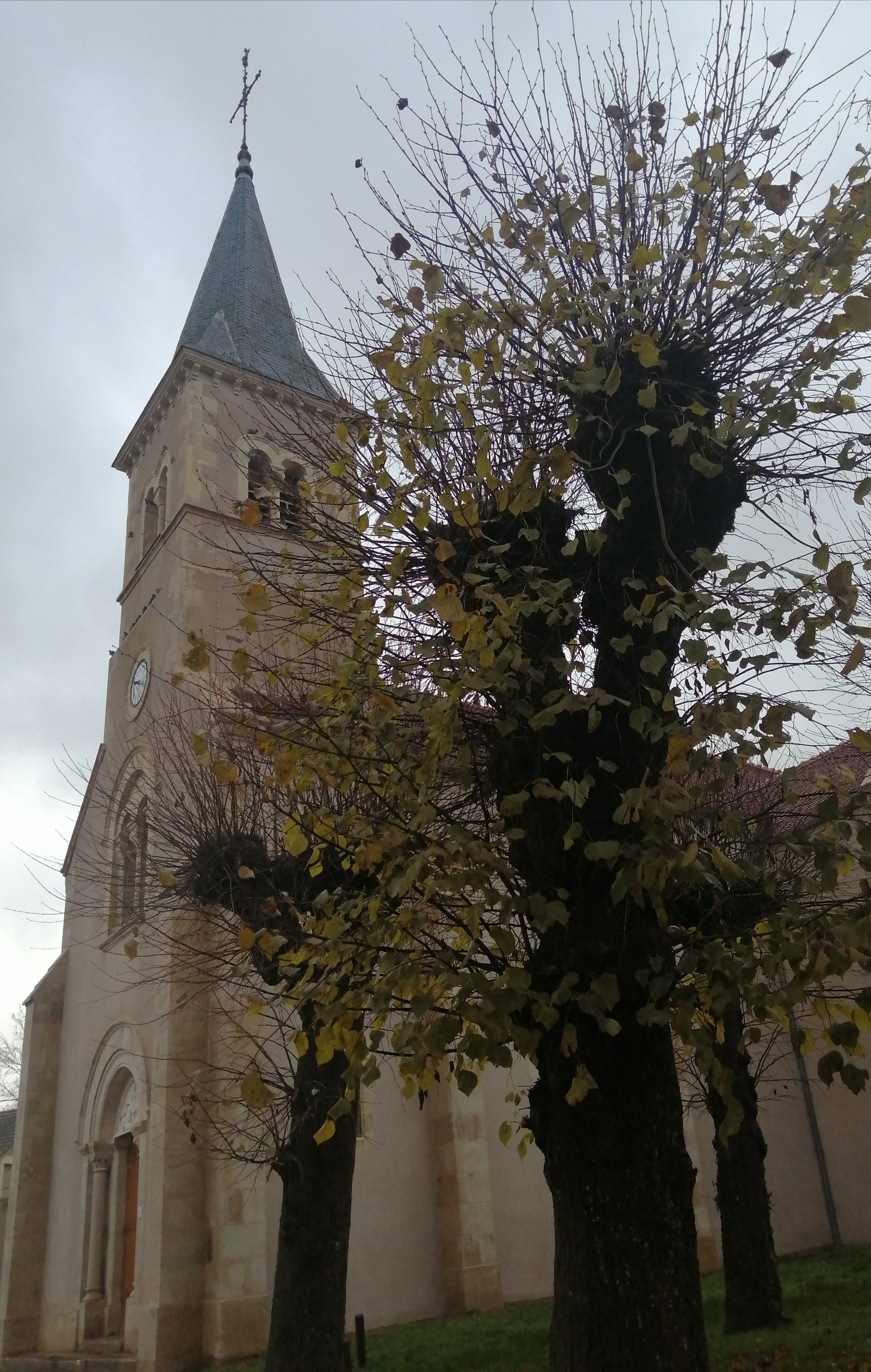
L'église Saint-Georges depuis la restauration de 2020.

### Lieux et monuments
- L'église Saint-Georges, en plan de croix date du XIIe siècle, elle est inscrite depuis 1903 à l'inventaire général du patrimoine culturel des monuments historiques. Ses modifications, aménagements et réhabilitations ont été pléthore jusqu’au 17 octobre 2020[21], date de l’inauguration de sa dernière restauration. Après un an de travaux, l'église paroissiale, en phase de laïcisation, vient de bénéficier de la restauration de sa toiture grâce à la Fondation du Patrimoine[22], les abords, les contreforts et les murs ont suivi avec le soutien des collectivités territoriales. L'intérieur de l'église dont l'autel date de 1960, dispose de trois sculptures remarquables[23] : L'église Saint-Georges avant les restaurations de 2020.

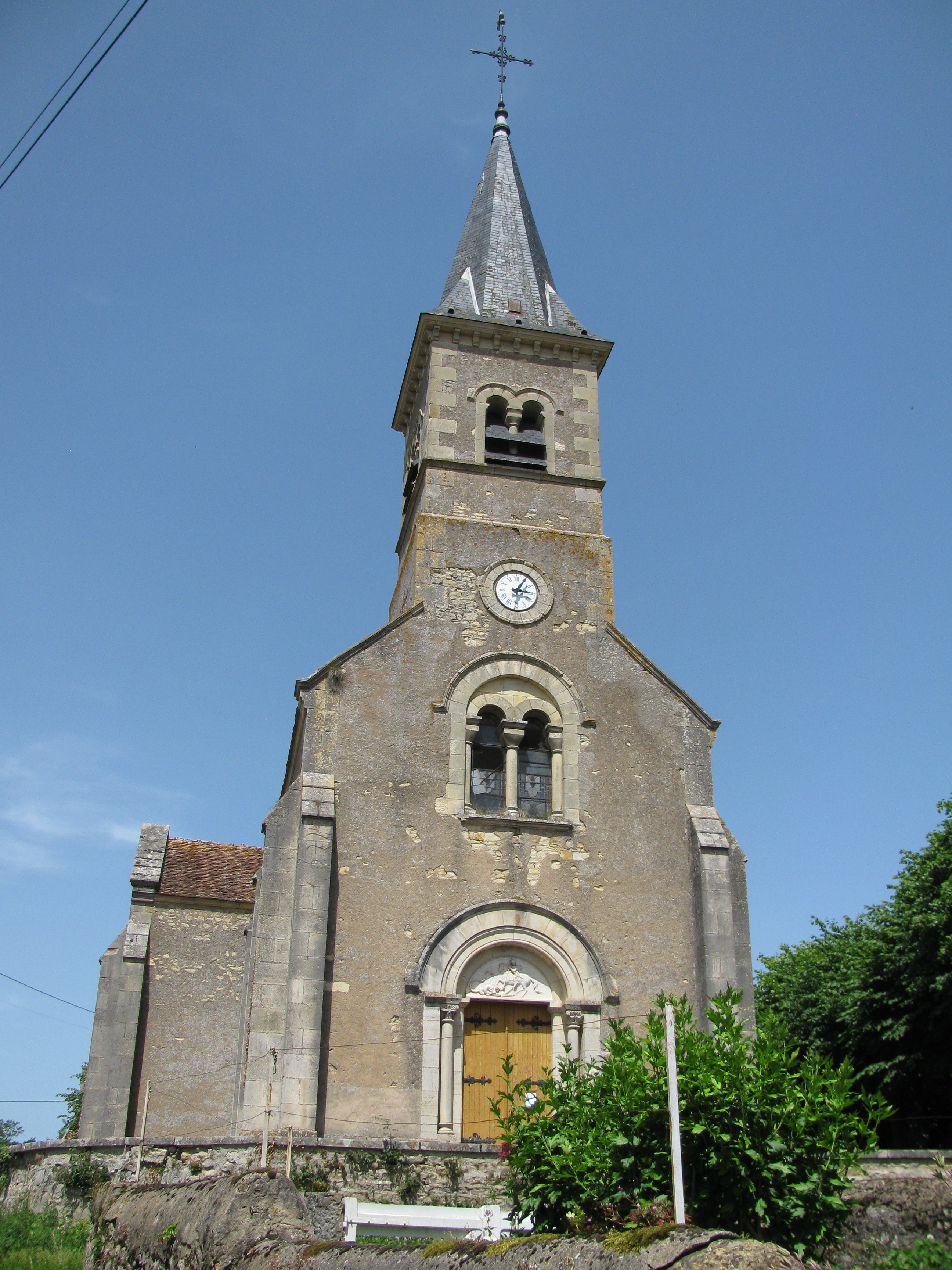
L'église Saint-Georges avant les restaurations de 2020.

  - Vierge de Miséricorde en pierre polychrome du XVIe siècle d'une hauteur de 1,25 mètre et  Classé MH (1907). Cette Vierge prend ici le nom de :  Notre-Dame-de-Réconfort, et exemplaire unique dans la Nièvre. Les sculptures de la Vierge auxiliatrice sont rares en Bourgogne, deux en Saône-et-Loire, sept en Côte-d'Or et une dans l'Yonne[24] ;
  - Vierge allaitant l'Enfant, marbre du dernier quart du XIVe siècle  Classé MH (1903)[25] ;
  - Saint Antoine, statue en pierre qui a perdu ses mains datée du XVIe siècle, elle provient de la chapelle nord de l'ancienne église qui était située au pied du château des comtes de Nevers. La boucle de sa ceinture comporte une cavité pour recevoir une relique. Elle est  Classé MH (1922)[26].
- Le lavoir édifié en 1835, est situé sur la rive droite de l'Yonne, quai du Moulin le long d'un chemin de promenade publique. Avec sa toiture en tuiles plates de Bourgogne et sa margelle en pierre de taille, il reflète bien l'architecture vernaculaire du XIXe siècle.
- Le moulin, propriété privée, visible depuis le quai du Moulin, est situé entre deux bras de l'Yonne, dispose d'un joli jardin, dont il reste seulement le passage de la roue.
- Le manoir de Sermizelles, propriété privée, est visible depuis la grille d'accès à l'angle de la rue de Vignol et du chemin de Sermizelles. Il subsiste encore une tour octogonale et un joli parc.
- Le calvaire de Sermizelles, devant le manoir, indique par ses anciennes écritures gravées le lien avec le dernier héritier de la châtellenie de Monceaux le comte Barthélémy Olivier Guillaume Sermizelles et de Neuffontaines disparu en 1834.
- Les puits publics se découvrent au hasard des déambulations dans le village, rue du Champs de Foire, rue Carnot, Grand Rue. Ils révèlent la faible profondeur des nappes phréatiques, tandis que leurs margelles faites d'un seul tenant, évoquent la qualité des pierres de taille dont les carrières sont situées à proximité.
- L'ancien château fort a laissé quelques vestiges, la muraille et des anciennes édifications sont visibles à partir de la ruelle du Vieux-Château, ou encore quai du Moulin. Subsistent également des tours de l'époque des remparts, une tour le long de l'Yonne, accessible par la ruelle du Pavé à partir de la rue de l’Abreuvoir, une autre est située dans l'impasse dite Grande-Cour.
- Les maisons de vignerons typiques de l'architecture vernaculaire sont encore visibles rue de l'Abreuvoir, avec leur escalier situé au-dessus de l'entrée des caves, car dans le passé Monceaux-le-Comte disposait de 10 hectares de vignes[27].
- Un jardin public est situé dans l'ancien cimetière, il est ombragé, accessible par la rue Saint-Symphorien.

### Activités culturelles
- Association Hostellerie de la Tour[28],[29] organise NATURE EN LIVRES - Une écopoétique de villages, en pays nivernais[30],[31]
- La Palette de Monceaux[32],[33] dispense des ateliers et stages de peinture et d'aquarelle
- Le Comité des fêtes gère le vide-grenier de l'Ascension et les festivités du 14-Juillet
- Les Livreurs et Bookson proposent les Heures festives[34],[35]
- Le musée du Son[36] est ouvert en été

### Personnalités liées à la commune
- François Chevalier, châtelain de Monceaux-le-Comte en 1526. Garde-scel de Clamecy en 1520. Seigneur de Creux et de Presière. Il vit en 1547.
- André Billardon (1940-), homme politique.
- Denis Grozdanovitch, écrivain.

## Galerie

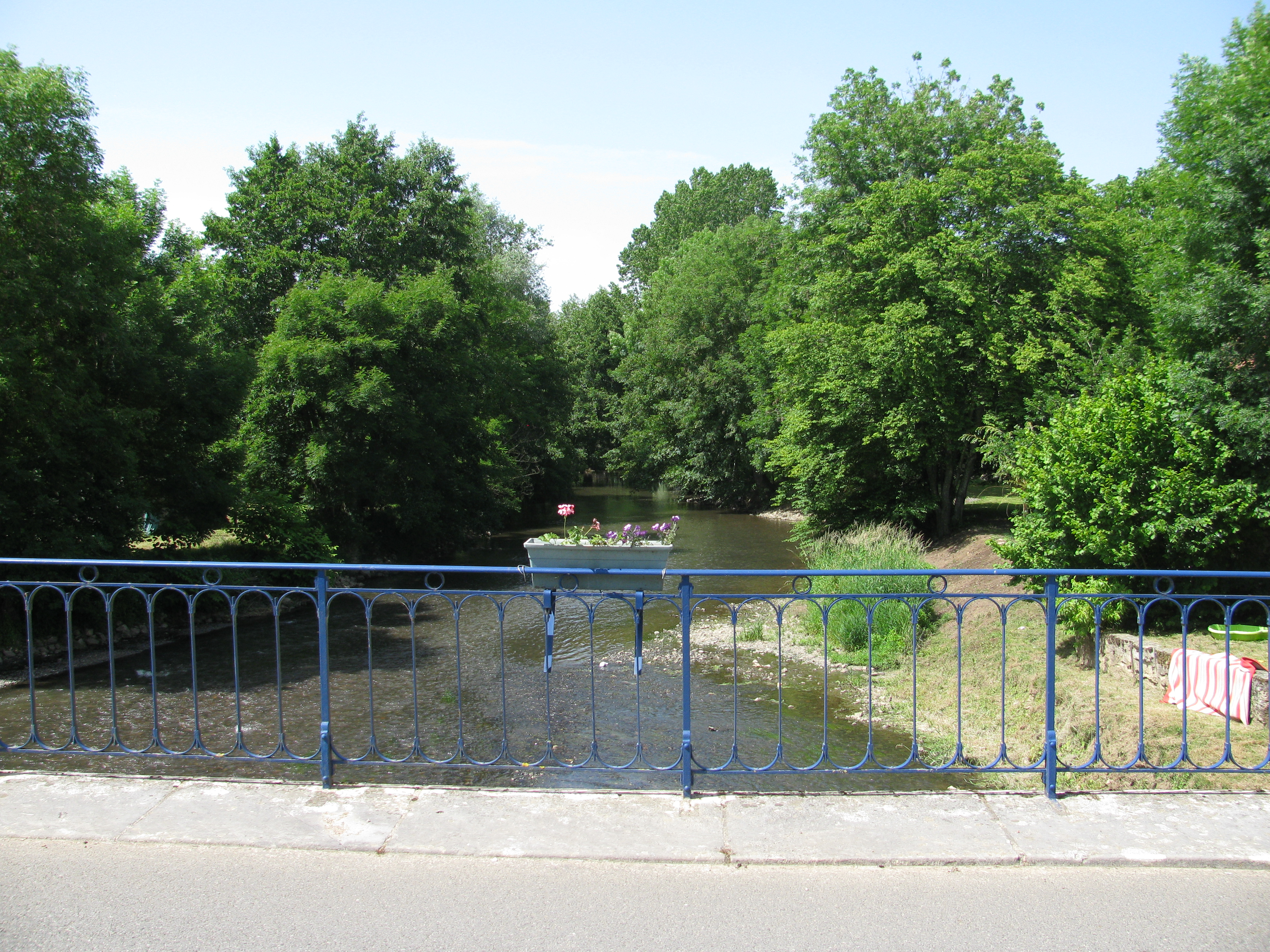
L'Yonne.
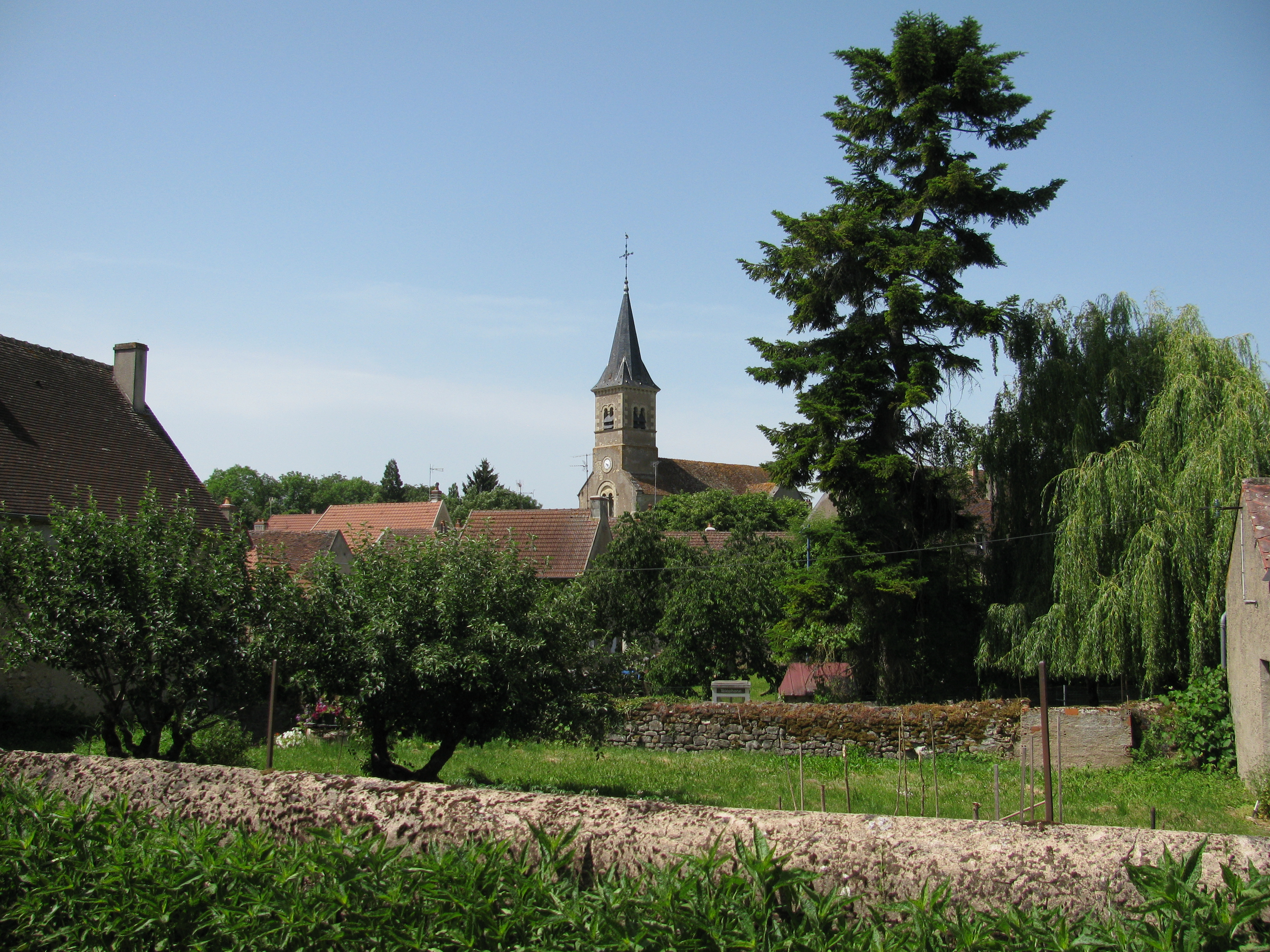
Vue de la rue du Pont.
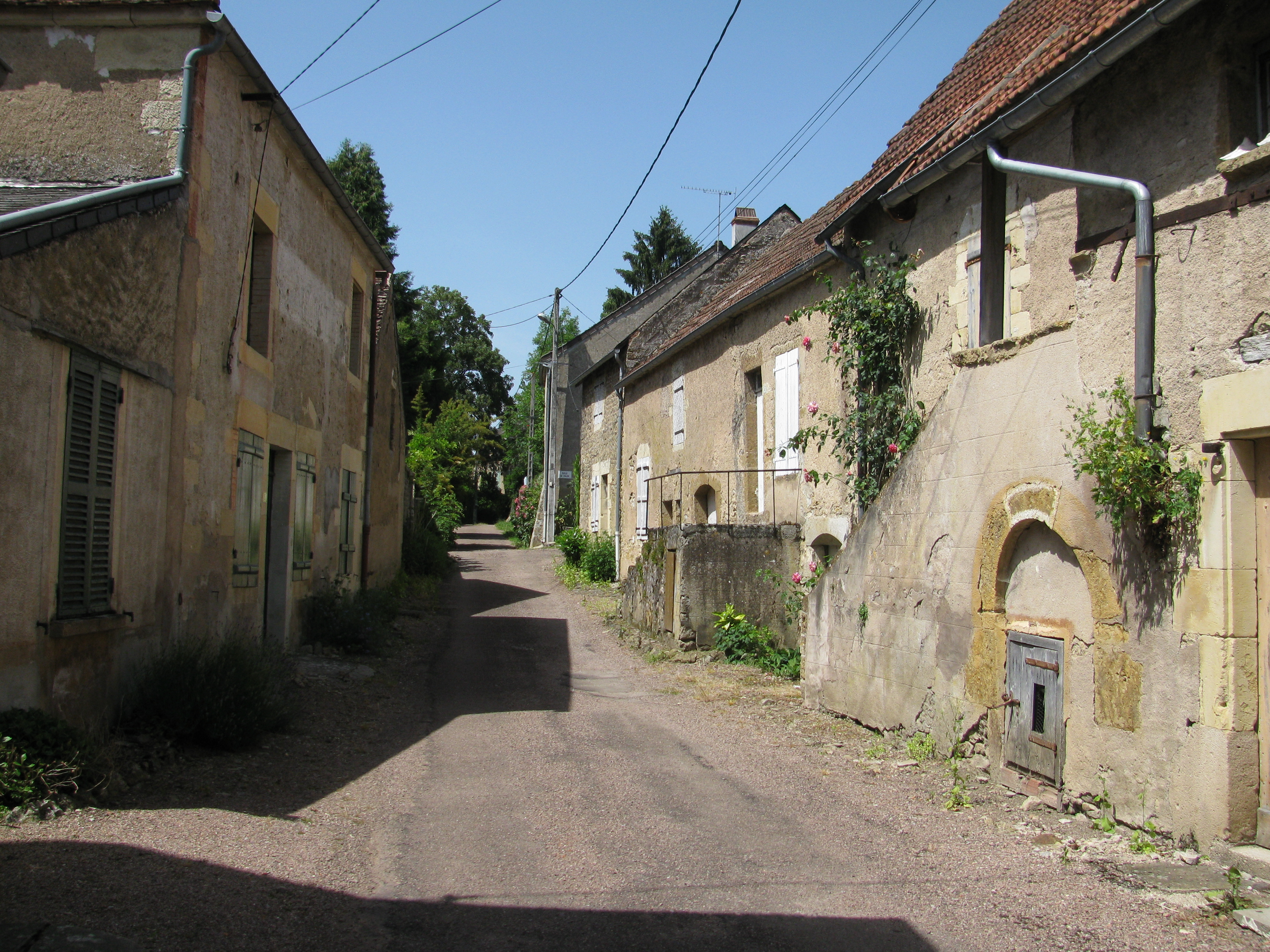
La rue de l'Abreuvoir.
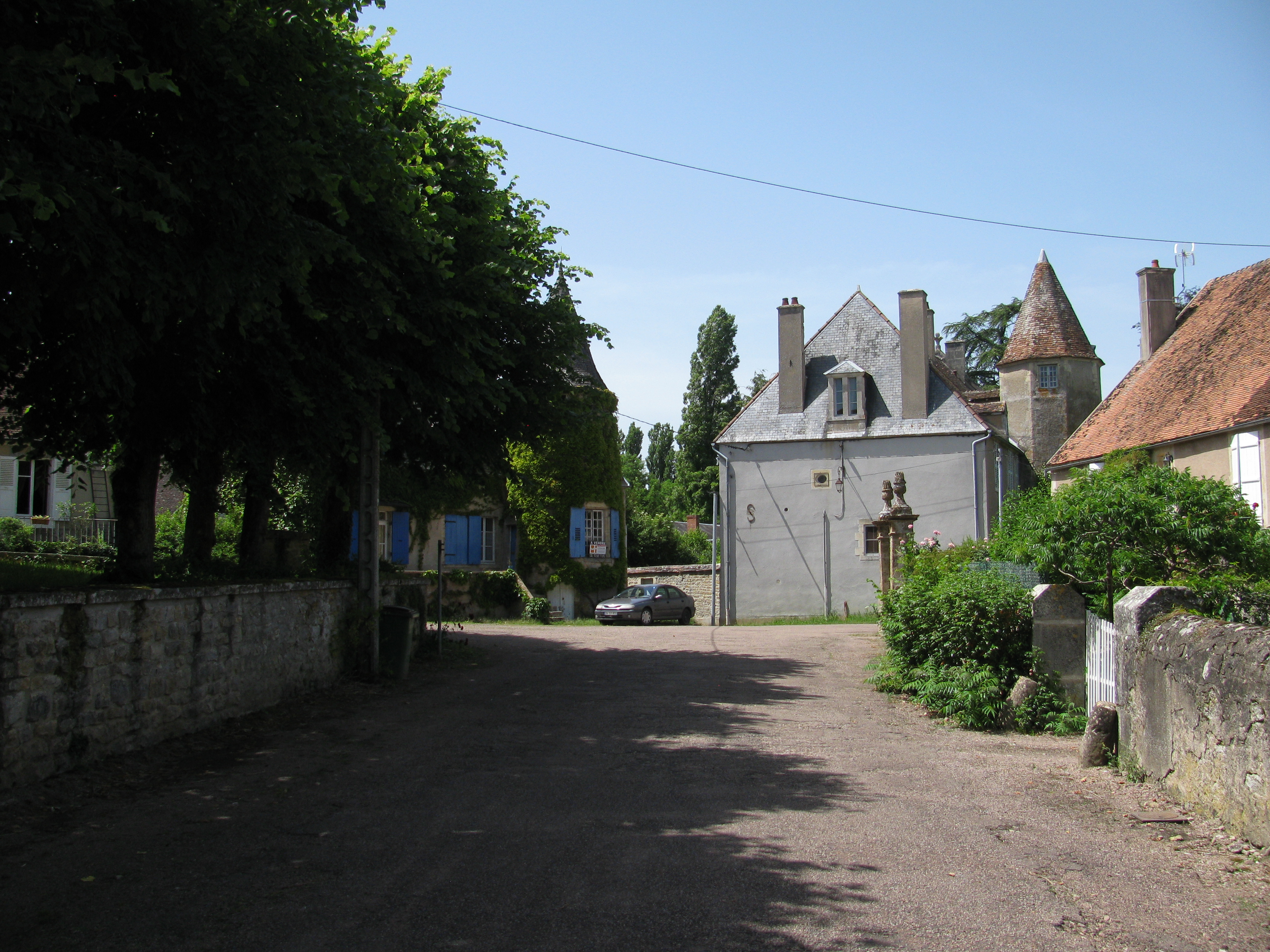
La rue du Commerce.
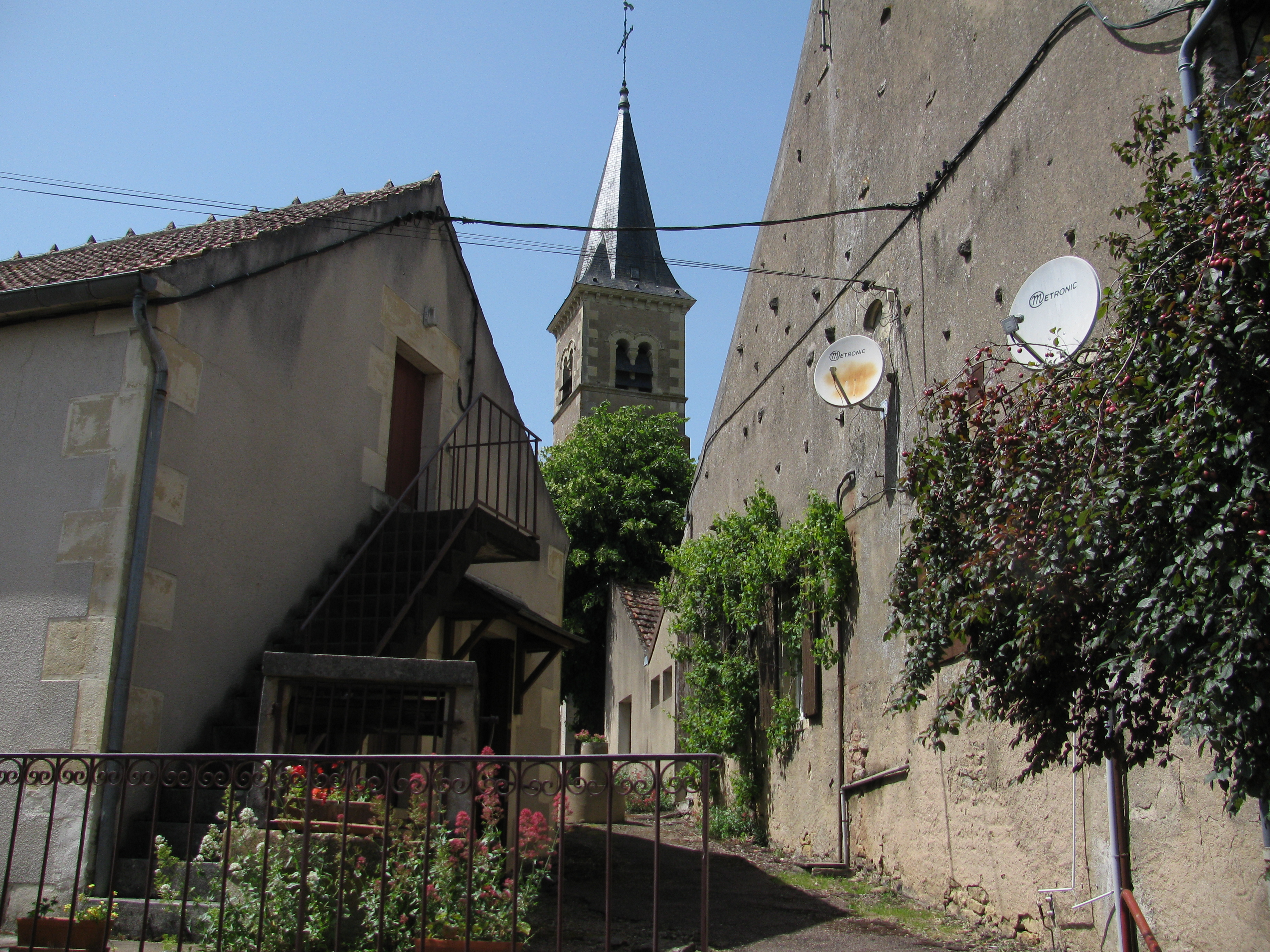
Puits passage de l’Église.
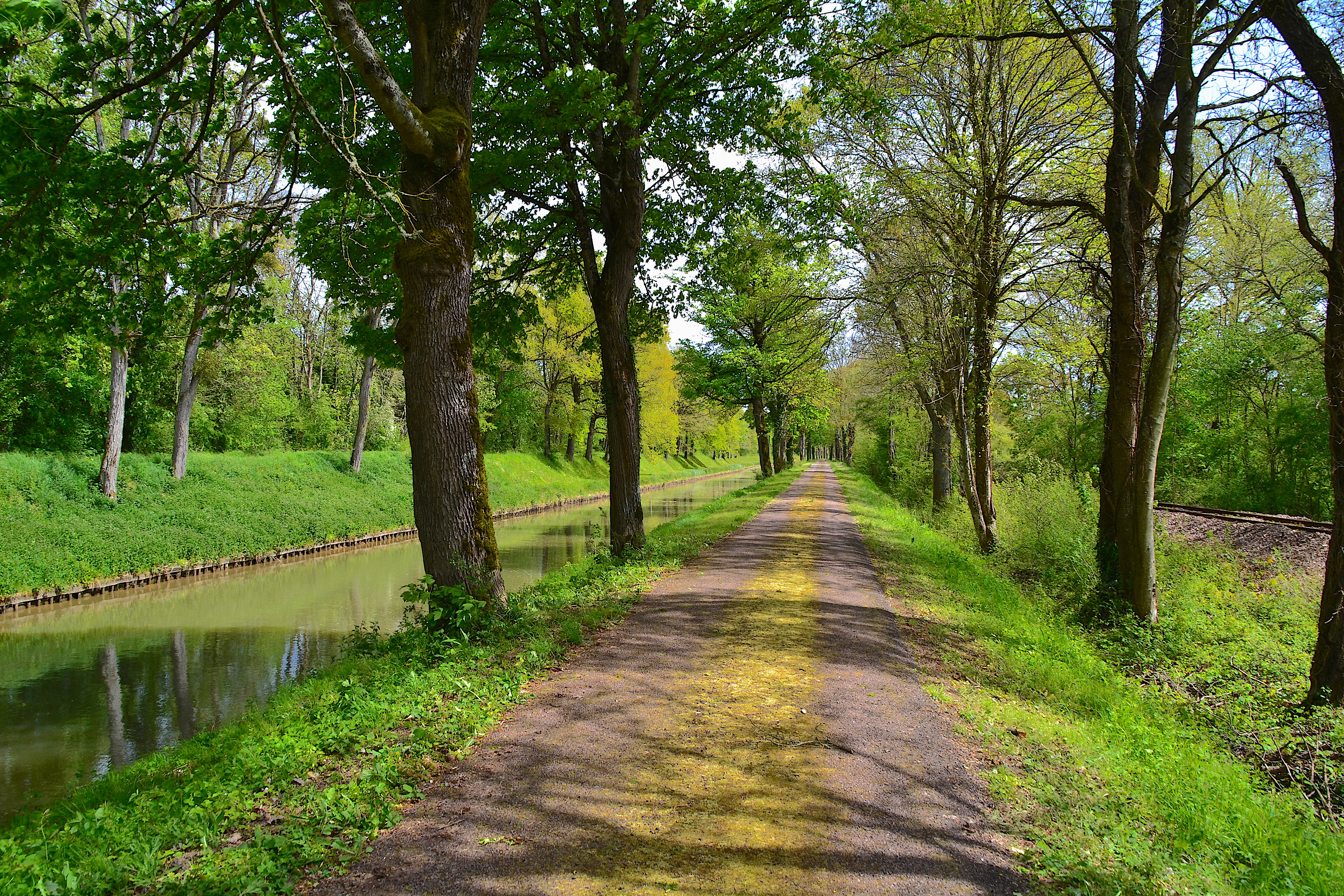
Canal du Nivernais.
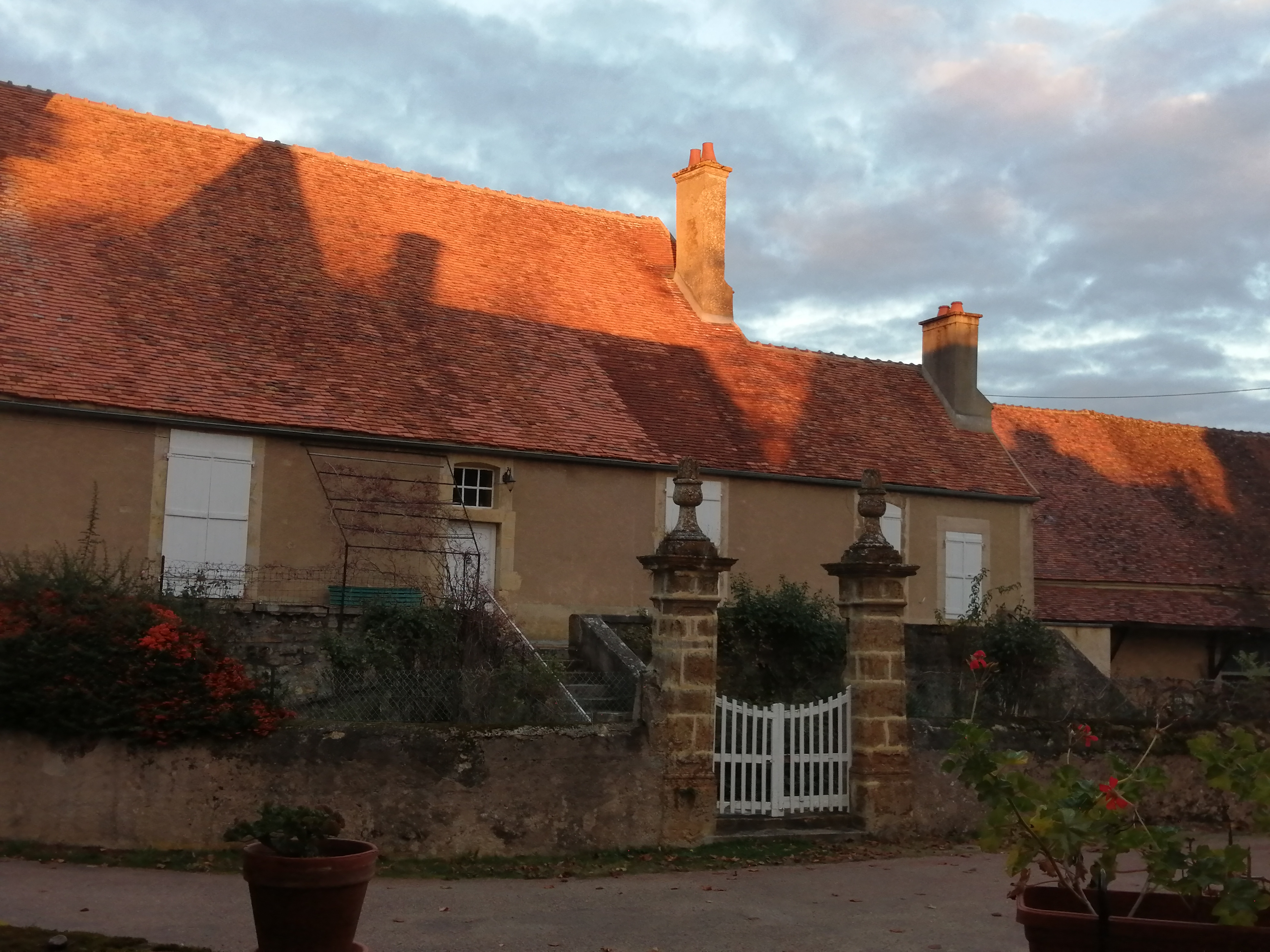
Jolie maison de bourg.
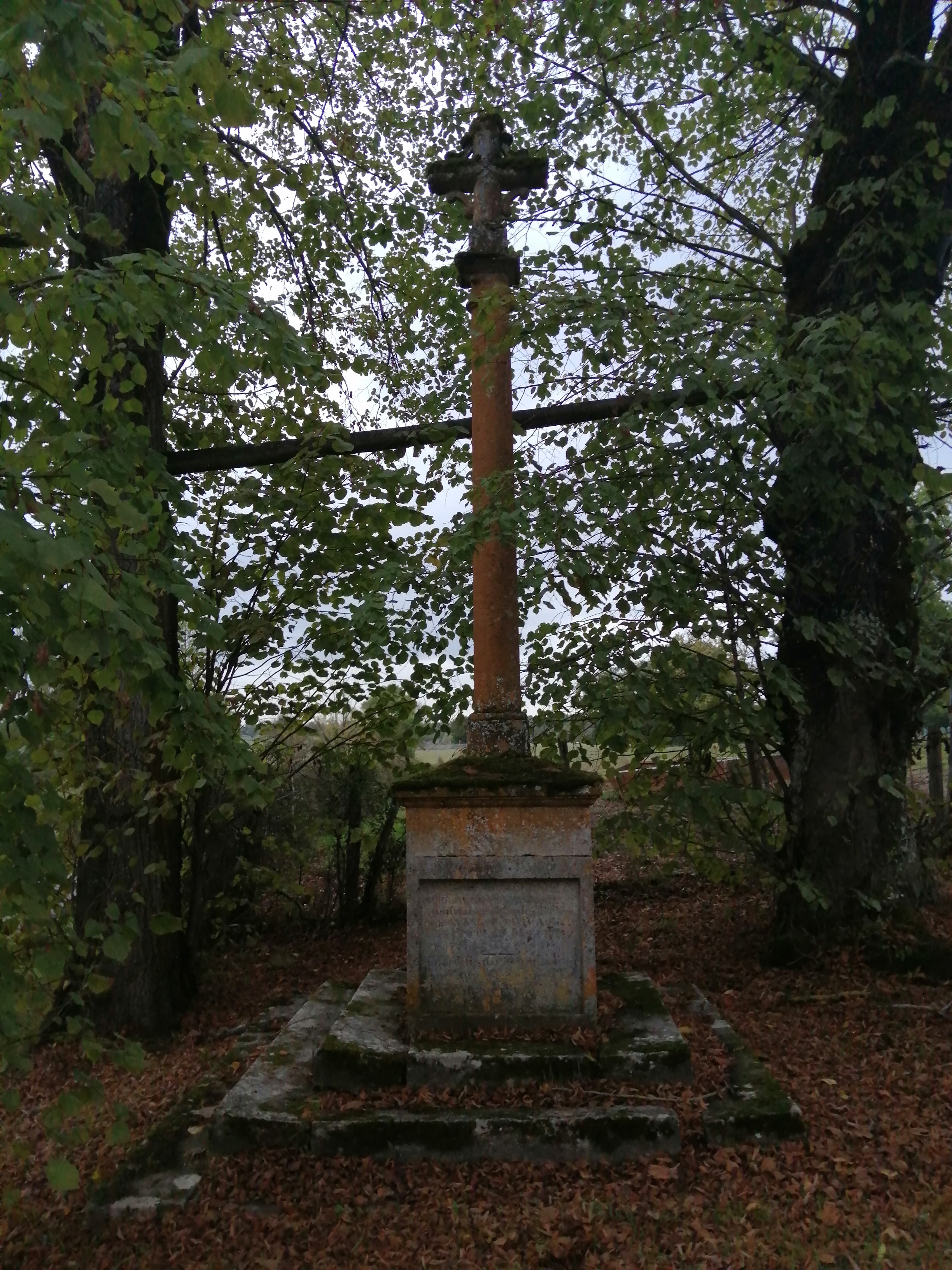
Calvaire de Sermizelles.
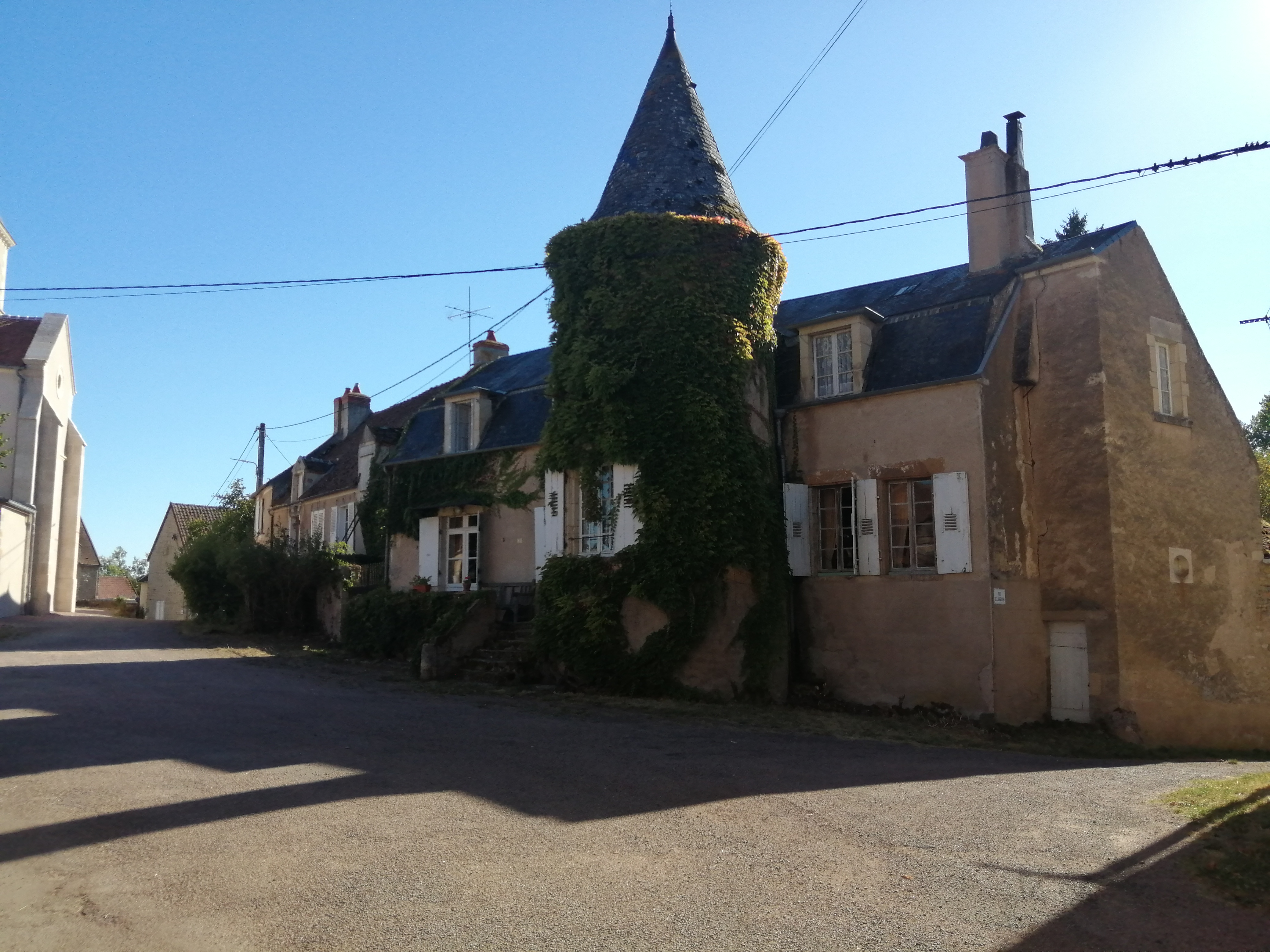
Hostellerie de la Tour.
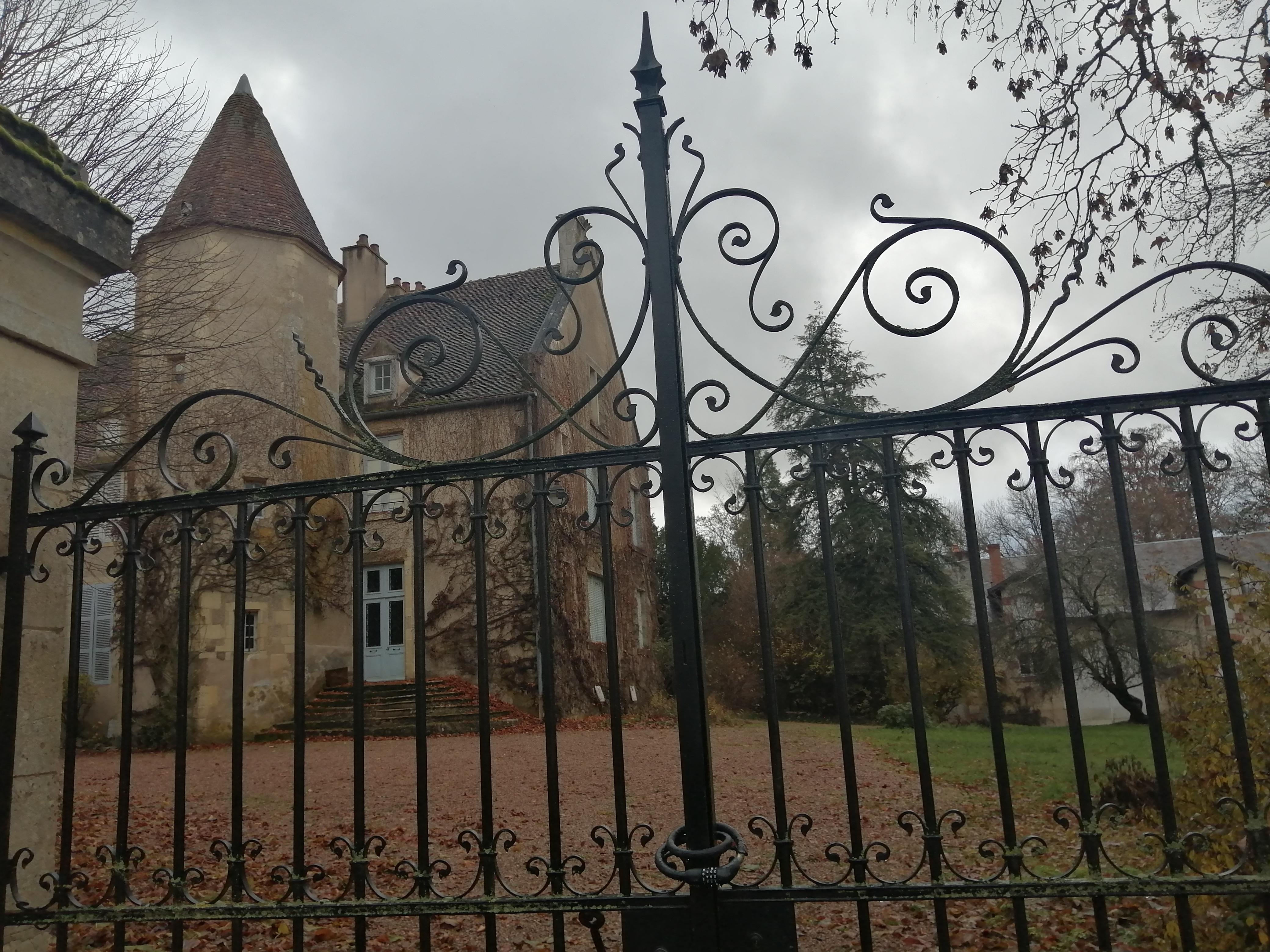
Manoir de Sermizelles.